# Germán Figueroa
Germán Figueroa (nacido el 6 de mayo de 1975) es un luchador profesional puertorriqueño más conocido por el nombre artístico de Nuevo Gran Apolo, o simplemente Apolo. Actualmente lucha en varios territorios de Estados Unidos.

## Carrera
Figueroa fue jugador de la selección nacional de baloncesto de Puerto Rico, llegando incluso a enfrentarse al equipo de Estados Unidos en el Madison Square Garden en 1991.

### International Wrestling Association (1999-2006, 2007-2008)
Tras decidir convertirse en luchador profesional, Figueroa fue entrenado entre otros por Hector Soto, Savio Vega y Miguel Pérez, Jr., debutando en la IWA de Puerto Rico en 1999 como Nuevo Gran Apolo enfrentándose a Andy Anderson. Fue rápidamente ascendiendo dentro de la promoción, primero formando el equipo Nueva Generación con Ricky Banderas. Ganaron el Campeonato en Parejas de la IWA el 7 de mayo de 2000 en Moca, derrotando a Starr Corporation. Denfendieron el título en dos ocasiones ese mismo año, pero el 6 de agosto, un días después de comenzar su tercer reinado, Banderas abandonó a Figueroa y nombra a Miguelito Pérez su nuevo compañero. En 2001 Figueroa y Pérez forman equipo y el 24 de febrero ganan el Campeonato en Parejas, convirtiéndose así Figueroa en cuatro veces campeón en parejas. No obstante, el 23 de marzo, Pérez no se presenta a una defensa del campeonato, y Figueroa cae ante Starr Corporation en lo que se convirtió en un handicap match.
Tras ser abandona por dos compañeros diferentes, Figueroa decide centrarse en el título más importante de la empresa, el Campeonato de los Pesos Pesados de la IWA. Alcanza rápidamente su objetivo, ya que el 16 de junio de 2001 en Bayamón derrota al campeón Ricky Banderas y a Tiger Ali Singh en un Triple Threat Match. Lo rentendría hasta el 29 de septiembre, cuando cae derrotado ante Glamour Boy Shane, comenzado así un feudo por el título, que recuperaría el 27 de octubre. Pero Shane no estaba dispuesto a renunciar al campeonato y dos meses más tarde el título sería decretado vacante tras el polémico final de un TLC match. De inmediato Figueroa busca el título vacante, pero cae derrotado ante Primo Carnero en un combate por el campeonato cuando el presidente de IWA Víctor Quiñones arroja la toalla en su nombre. Sin darse por vencido, pronto ganaría el Campeonato de los Pesos Pesados tres veces más en 2002 y una en 2003 y 2004 respectivamente. En abril de 2003 estuvo ocho meses fuera de los cuadriláteros por una seria lesión en el cuello.
Figueroa recorta su nombre a Gran Apolo o simplemente Apolo, para posteriormente añadir el prefijo El León.
En 2006 abandona IWA, regresando el 23 de septiembre de 2007 en el evento Golpe de Estado.

### Total Nonstop Action Wrestling (2002, 2004, 2005-2006)
Figueroa se une a Total Nonstop Action Wrestling (TNA) en julio de 2002 como Apolo. Realiza varias apariciones con la promoción, siendo su último combate una derrota con Jeff Jarrett el 7 de agosto con Ricky Steamboat como árbitro invitado.
El 14 de enero de 2004, regresa a TNA como el luchador enmascarado El León, atacando a Jarrett. La semana siguiente se enfrenta de nuevo a él en una pelea callejera que finaliza sin vencedor. Figueroa se desenmascara el 31 de marzo y forma pareja con D'Lo Brown. Esa misma noche, derrotan a otros tres equipos para convertirse aspirantes número uno al vacante campeonato en parejas. El 14 de abril vencen a Kid Kash y Dallas por el Campeonato Mundial en Parejas de la TNA, ganando por descalificación (en TNA el título puede cambiar de manos tras una descalificación o count-out) cuando Dallas sube al ring con una tubería. La siguiente semana, Kash y Dallas ejecutan su derecho a revancha. Durante el combate Kash intenta golpear a Figueroa con una barra de metal, pero este consigue arrebatársela. Sin embargo, el árbitro Rudy Charles ve a Figueroa con la tubería y lo descalifica, devolviendo así el título a Kash y Dallas. Las dos parejas se enfrentan de nuevo por tercera vez el 28 de abril en un Nightstick on a Pole Match donde Figueroa y Brown son derrotados, tras lo cual Figueroa deja una vez más la compañía.
Volvería por tercera vez el 4 de marzo de 2005, cuando el directivo Dusty Rhodes le da la bienvenida como parte de su política de puertas abiertas. Tras derrotar a Sonny Siaki el 25 de marzo en TNA IMPACT!, Figueroa se gana el respeto de su rival y pasan a formar pareja. El 19 de junio en Slammiversary son derrotados por Simon Diamond y Trytan. El equipo se rompe cuando el contrato de Sinaki expira en diciembre de 2005.
En el IMPACT! del 31 de diciembre, Figueroa ayuda a Konnan y el debutante Homicide a emboscar a Bob Armstrong. El trío sería identificado posteriormente como los Latin American Exchange.
Tras no presentarse en TNA Final Resolution 2006 fue sacado de la programación televisiva de TNA y en TNA Against All Odds 2006 el 12 de febrero fue remplazado por Machete. Fue despedido de la promoción ese mismo mes.
Figueroa fue uno de los participantes en el evento de TNA que tuvo lugar el 3 de junio de 2007 en San Juan, Puerto Rico. En un combate por parejas junto a Jeff Jarrett vencieron a Scott Steiner y James Storm, durante el transcurso de la pelea una patada de Figueroa a Steiner le provocó una lesión en la tráquea, que necesitó de cirugía en un hospital cercano al presentarse problemas respiratorios.

### New Wrestling Stars (2006)
Germán Figueroa con Rico Casanova, colaboró en algunos eventos en el área oeste de Puerto Rico para la NWS del Dr. César Vargas pero la empresa fracasó y se creó una alianza con World Wrestling Council. Muchos luchadores pasaron a WWC y Apolo entró más tarde al grupo.

### World Wrestling Council y Problemas Legales (2007)
Apolo en 2006 tenía pautado aparecer en WWC un Día de Reyes aunque nunca mencionado se hacían alusiones obvias, incluso su esposa y también luchadora Havana hizo promociones para el evento. Finalmente este no hizo su aparición, siendo convencido de volver a IWA por su entonces presidente, el difunto Víctor Quiñones. Su pelea contra El Bronco no se dio WWC sustituyó a Apolo utilizandando un enmascarado con un físico parecido (Eric Pérez). Cuando a mediados de 2007 Apolo entra oficialmente a World Wrestling Council por problemas en IWA, comienza un largo feudo con El Bronco ya que este habló mal de él luego de no haberse presentado aquel día de Reyes. Durante su estancia en WWC Apolo fue manejado por Rico Casanova y fue Campeón Universal y enfrentó luchadores de la talla de Great Muta, Nosawa, Scott Hall, Carlito, Eddie Colon, Dustin Rhodes, Orlando Colón y Alofa The Samoan Tank. En 2007 Apolo abandona WWC y regresa a la IWA. 

### WWE y Territorios de Estados Unidos
Durante el 2008 Apolo tuvo un contrato de desarrollo con la WWE pero la empresa lo cesanteó al poco tiempo. En la actualidad Germán Figueroa se encuentra trabajando para varios territorios en Estados Unidos, entre ellos NWA On Fire, en 2009 hizo otro try-out en Florida Championship Wrestling, empresa de desarrollo de WWE, pero nunca fue solicitado. Luego regresó a las independientes y a NWA On Fire de Mario Savoldi.

### Regreso a World Wrestling Council
Desde antes de lograr su libertad, Figueroa ya venia negociando su regreso al ring con World Wrestling Council para los eventos de Aniversario de esta empresa. Su primera cartelera programada sería en su natal Ponce haciendo pareja con la superestrella de WWE Primo para enfrentar a Thunder & Lightning. Al siguiente día enfrentaría en Bayamon al Campeón Universal de WWC The Precious One Gilbert a quien derrotó, convirtiéndose en campeón Universal. Más adelante perdería el título con Andy Leavine p. Durante febrero de 2013 mantuvo una riña con Chicano por el Campeonato de Puerto Rico.

### Imperio Lucha Libre (2017-presente)
Debutó en IMPERIO Lucha Libre el 25 de marzo de 2017 en el primer evento de la compañía, venciendo en primera instancia al local TVK, y luego interfiriendo en una lucha clasificatoria por el Campeonato Sudamericano de Imperio entre el argentino Vicente Viloni y el inglés Zack Sabre Jr., atacando al primero.
El feudo con Viloni continuó al año siguiente, el evento Año II, en donde lo derrotó en una Lucha sin Descalificación. Posterior al encuentro, él y el campeón Imperial Carlito siguieron atacando a Viloni, siendo éste ayudado por Brian Cage.
- Datos: Q5552295
- Multimedia: Germán Figueroa / Q5552295